# アジダムフェニコール
アジダムフェニコール（英：Azidamfenicol）はアンフェニコール系抗生物質で、クロラムフェニコールと似た特性を持つ。susceptible bacterial infectionsの治療のために、点眼薬や軟膏として局所的にのみ使用される。